# Idiophthalma ecuadorensis
Idiophthalma ecuadorensis is een spinnensoort uit de familie Barychelidae. De soort komt voor in Ecuador.